# Heuss-Türken
Als Heuss-Türken wurden ungefähr 150 junge türkische Staatsbürger bezeichnet, die 1958 nach Deutschland kamen. Sie folgten einer Einladung, die der damalige Bundespräsident Theodor Heuss 1957 türkischen Berufsschulabsolventen bei einem Türkeibesuch in Ankara ausgesprochen hatte. Der als Berufsausbildungsmaßnahme gedachte Austausch, der für einen Teil der Gruppe als Lehrlinge bei den Ford-Werken Köln begann, wurde für einige der Ausgangspunkt ihrer Einwanderung in die Bundesrepublik. Eine Anzahl arbeitete bis zum Renteneintritt Ende der 1980er-/Anfang der 1990er-Jahre bei Ford.
Es war die erste größere Gruppe türkischer Arbeiter, die gesammelt nach Deutschland kam, noch vor dem Beginn der eigentlichen Einwanderung mit dem Anwerbeabkommen der Bundesrepublik Deutschland mit der Türkei 1961. Laut DOMiD-Berichten wurden sie in Deutschland herzlich willkommen geheißen und waren bei ihren Arbeitskollegen äußerst beliebt.